# فقیر کوهلی
فقیر کوهلی (انگلیسی: F. C. Kohli؛ زادهٔ ۲۸ فوریهٔ ۱۹۲۴) مهندس اهل پاکستان است.
وی برنده مدال مؤسسان انجمن مهندسان برق و الکترونیک شده است.